# سیاست‌گذاری علم، فناوری و نوآوری (رشته)
سیاست‌گذاری علم، فناوری و نوآوری (به انگلیسی: Science, Technology and Innovation Policy) یک رشته دانشگاهی و موضوعی در حوزه سیاست‌گذاری عمومی است که مجموعه تصمیمات و اقدامات دولت و حاکمیت در برخورد به سه موضوع علم، فناوری و نوآوری را که ارکان اصلی توسعه صنعتی و رشد اقتصادی می‌باشند را مورد بحث و بررسی قرار می‌دهد.
پرسش اساس و مهم مطرح پیرامون موضوع علم و فناوری، نقش دولت در حوزه علم و فناوری و به زبان دیگر چگونگی ارتباط دولت با این حوزه است. آنچه امروز در حوزه نوظهور، اما به سرعت در حال رشد «سیاست علم، فناوری و نوآوری»، مطرح می‌شود، حاصل پیشرفت‌های نظری و عملی در پاسخ به سؤال فوق است. این پاسخ از بحث دربارهٔ این که چرا علم و پژوهش، فناوری و نوآوری موضوعاتی سیاستی هستند، آغاز می‌شود و پس از چالش دربارهٔ چیستی سیاست علم، فناوری و نوآوری و چگونگی سیاست‌گذاری در این حوزه، با بحث دربارهٔ نحوه ارزیابی این سیاست‌ها ادامه می‌یابد. سیاست‌گذاری علم، فناوری و نوآوری که به اختصار STIP نیز خوانده می‌شود در قلمرو مطالعات علم و فناوری مورد بحث و بررسی قرار می‌گیرد. البته در کنار مطالعات علم و فناوری، رشته‌های مدیریت و اقتصاد (با گرایش‌های اقتصاد توسعه، سیاست‌گذاری عمومی و مدیریت استراتژیک) و همچنین فناوری نیز سایر ارکان این حوزه را تشکیل می‌دهند.

## تاریخچه
موضوع سیاست‌گذاری علم، نوآوری و فناوری هر چند به ظاهر موضوع جدیدی می‌باشد اما بررسی‌های تاریخی نشان می‌دهد که شواهد متعددی از قرون پیشین در این خصوص وجود دارند. بر همین اساس لاندوال در مقاله تأثیرگذار خود با عنوان سیاست‌های علم، فناوری و نوآوری به یکی از نمونه‌های موفق سیاست‌گذاری هنری هشتم برای توسعه تولید رقابتی توپ‌های جنگی فولادی در انگلستان در نیمه اول قرن شانزدهم میلادی اشاره می‌کند و علت وضع این سیاست حکومتی در قبال فناوری‌های جنگی را نیاز شدید انگلستان برای غلبه بر جنگ‌های جاری آن زمان با فرانسه می‌داند. توپ‌های جنگی برنزی مورد استفاده ارتش انگلستان تا پیش از وضع این سیاست به‌علت کمیابی برنز فرایند تولیدی بسیار پرهزینه‌ای داشتند. به عبارت دیگر این مفهوم دیر زمانی است که با زندگی اجتماعی بشر پیوند خورده ولی در دهه‌های اخیر به شیوه علمی مفهوم‌سازی گردیده و مطالعه در خصوص آن نظام‌مند شده‌است. به‌طور مثال این سیاست‌ها در پیشرفت و توسعه هشت کشور آمریکای لاتین بررسی شده‌است.
با افزایش اهمیت نقش علم و فناوری پس از جنگ جهانی دوم در توسعه سیاسی، اقتصادی، اجتماعی کشورها باعث شد تا از حدود دهه ۱۹۷۰ اولین پژوهش‌ها و واحدهای درسی در حوزه سیاست علمی و فناوری در دانشگاه‌های معتبر آمریکا و انگلستان آغاز شود. به‌عنوان مثال دانشگاه‌های چون MIT ،Harvard ,Virginia Tech در آمریکا و Sussex در شهر منچستر انگلستان از قدیمی‌ترین دانشگاه‌هایی هستند که این دوره را از حدود ۳۰ سال قبل در سطوح تحصیلات تکمیلی برگزار می‌کنند. البته این دوره آموزشی شامل حوزه‌های دانشی و میان‌رشته‌ای گوناگونی است که بعضاً تحت لوای عناوینی چون سیاست علمی، سیاست تکنولوژی، سیاست‌گذاری علم و فناوری، مهندسی سیاست‌گذاری عمومی و مطالعات علم و فناوری با عناوین مشابه دیگر در دانشگاه‌های مختلف ارائه می‌شود.
در ایران، دانشکده مدیریت و اقتصاد دانشگاه صنعتی شریف به عنوان نخستین دانشگاه ایرانی اقدام به برگزاری دوره دکترای مشترک این رشته با همکاری دانشگاه ساسکس انگلستان نمود و در خرداد ۸۴ اولین دوره را به‌صورت بورسیه نهادها پذیرش نمود. اما این همکاری مشترک دیری نپایید و به دلایل مختلفی نیمه کاره ماند. تا اینکه در سال ۱۳۸۷ این دوره به‌صورت رسمی و برای اولین بار در ایران توسط دانشگاه تربیت مدرس تأسیس و پذیرش دانشجو شد. پس از آن دانشگاه‌های دیگری نیز اقدام به راه‌اندازی این رشته در مقاطع دکتری و کارشناسی ارشد و بر اساس سرفصل مصوب وزارت علوم، تحقیقات و فناوری نمودند. این رشته دانشگاهی در ایران در مقاطع کارشناسی ارشد ناپیوسته و دکتری به تصویب دفتر برنامه‌ریزی آموزش عالی وزارت علوم تحقیقات و فناوری رسیده‌است.

## در ایران
رشته سیاست‌گذاری علم، فناوری و نوآوری که در ایران با نام مختصر شده سیاست‌گذاری علم و فناوری بیشتر شناخته می‌شود و در سطوح کارشناسی ارشد و دکتری در دانشگاه‌های معتبری چون دانشگاه صنعتی شریف، دانشگاه شهید بهشتی، دانشگاه تهران، دانشگاه تربیت مدرس و دانشگاه علم و صنعت ایران ارائه می‌گردد، یک قلمرو تخصصی نسبتاً جدیدالتأسیس است که در آن با بهره‌گیری از دستاوردهای علوم مختلف طبیعی، انسانی و اجتماعی مدد گرفته می‌شود تا متخصصینی تربیت شوند که توانایی نظری و عملی لازم برای ارائه دیدگاه‌های راهبردی در حوزه سیاست‌گذاری علم و فناوری برخوردار باشند. رشته دانشگاهی سیاست‌گذاری علم و فناوری مجموعه‌ای هماهنگ از فعالیت‌های علمی و تحقیق است که با اهداف مشروحه زیر تهیه و تدوین گردیده‌است:
- توسعه مطالعات علم و فناوری و گسترش نظریه‌پردازی مبتنی بر نیازهای ملی
- گسترش رویکرد میان‌رشته‌ای برای درک مسایل و مشکلات علمی و فناوری
- توسعه منابع انسانی که توانایی ارائه دیدگاه‌های راهبردی در حوزه مدیریت و سیاست‌گذاری علم و فناوری را داشته باشند.
- تهیه متون تحقیقاتی، نوآوری و کمک به بهبود سیاست‌گذاری علم و فناوری

اکتساب مجموعه مهارت‌ها و قابلیت‌های فوق، فارغ‌التحصیلان این رشته را مستعد ایفای نقش و مسئولیت در حوزه‌های ذیل می‌نماید:
- سیاست‌گذاری و تدوین راهبردها در زمینه‌های مختلف علمی و فنی کشور
- ارائه مشاوره‌های علمی و کارشناسانه به سیاستگذاران و مدیران ارشد کشور برای تصمیم‌گیری مؤثر و هماهنگی در حوزه علوم و فناوری
- انجام پروژه‌های پژوهشی در راستای حل مشکلات کلان کشور
- مدیریت مؤثر در پست‌های تصمیم‌گیری کشور
- اشتغال به تدریس و تربیت نیروی انسانی لازم در این زمینه در دانشگاه‌های کشور

رشته سیاست‌گذاری علم و فناوری محل تضارب حوزه‌های مختلف علمی و فنی است. بر همین اساس در ارائه منسجم آن نیازمند بهره‌گیری از اساتیدی مسلط در حوزه‌های مختلف علوم و فنون است. در کشور ما وجود چنین اساتیدی در حوزه‌های تخصصی علوم یافت می‌شوند اما نکته مهم نبود اساتیدی با جامعیت و تسلط بر حوزه علمی سیاست‌گذاری علم و فناوری است؛ یعنی اساتیدی که در عین برخورداری از دانش تخصصی در یک حوزه بنیه تئوریک در سایر حیطه‌های علمی مهم این رشته را نیز داشته باشند.

## کارشناسی ارشد سیاست‌گذاری علم و فناوری در ایران
برای اولین بار در سال ۱۳۹۵ دانشگاه شهید بهشتی پذیرش این رشته را در مقطع کارشناسی ارشد آغاز کرد و بعد از آن در سال ۱۳۹۷ دانشگاه صنعتی شریف نیز اقدام به پذیرش دانشجو برای این رشته در مقطع کارشناسی ارشد نمود.
در سال ۱۳۹۸ دانشگاه شهید بهشتی ۱۱ دانشجو و دانشگاه صنعتی شریف ۱۲ دانشجو را از طریق کنکور سراسری کارشناسی ارشد سازمان سنجش جذب نمودند.

## دروس آزمون کنکور کارشناسی ارشد سیاست‌گذاری علم و فناوری
دروس این کنکور در سال ۱۳۹۸ عبارت بودند از:
1. ریاضی (۱۰ سؤال)
2. آمار (۱۰ سؤال)
3. زبان انگلیسی (۳۰ سؤال)
4. بودجه ریزی دولتی و مالیه عمومی (۱۵ سؤال)
5. منابع انسانی (۱۵ سؤال)
6. تئوری‌های مدیریت (۳۰ سؤال)
7. مدیریت از دیدگاه اسلام (۱۵ سؤال)
8. اقتصاد خرد (۱۰ سؤال)
9. اقتصاد کلان (۱۰ سؤال)

## بازار کار
با توجه به موارد عنوان‌شده به نظر می‌رسد بازار کار فارغ‌التحصیلان این رشته بیشتر در سازمان‌های دولتی و دانشگاه‌ها قرار گرفته‌است. در میان سازمان‌های دولتی وزارت علوم و فناوری مرجع اصلی کارت می‌تواند محسوب شود ضمن اینکه معاونت‌های با واحدهای پژوهشی، علم و فناوری یا تحقیق و توسعه سایر سازمان‌ها نیز می‌تواند مطمع نظر فارغ‌التحصیلان این رشته باشد.

## موضوعات اصلی
سیاست‌گذاری علم، فناوری و نوآوری در اصل به استفاده مؤثر از سه رکن علم، فناوری و نوآوری به‌عنوان عوامل رشد اقتصادی و توسعه اجتماعی در نظر گرفته می‌شود. بر همین اساس، سیاست‌های علم و فناوری فقط ناظر به برنامه‌ای برای پژوهش علمی نیست و همچنین این سیاست را نباید جدا از نیازها، آرزوها یا ساخت اجتماعی- اقتصادی یک کشور دید. سیاست‌گذاری علم و فناوری بنا دارد آینده‌ای ممکن و مطلوب را در زمینه علم و فناوری برای یک یا چند جامعه ترسیم و راه‌ها و روش‌های رسیدن به آن آینده را مشخص کند. حال از آن‌جا که توسعه و به‌کارگیری فناوری بیشتر در مسئولیت بخش خصوصی است، وظیفه عمده‌ای که برای دولت باقی می‌ماند ایجاد محیطی مساعد برای بارور شدن فناوری است.
در منابع علمی، چند گونه از قلمروهای سیاستی بحث می‌شوند که با هم ارتباط نزدیکی دارند: سیاست علم، سیاست فناوری و سیاست نوآوری. هر کدام از این سیاست‌ها بخش خاصی از زنجیره دانش را مورد توجه قرار می‌دهند، اگرچه که مرز تعریف‌شده‌ای میان آنها وجود ندارد و همپوشانی میان آنها باعث می‌شود جابه‌جایی‌ها و تداخل‌هایی در تعریف و حوزه عمل این سیاست‌ها وجود داشته باشد. سیاست‌گذاری علم، فناوری (فن‌آوری) و نوآوری، یکی از حوزه‌های تخصصی علم سیاست‌گذاری عمومی است و از این جهت، مانند حوزه مادر خود به مفهوم دخالت دولت در امور عمومی برای رفع یک مسئله و مشکل در جامعه است که از طریق ورود بخش خصوصی یا نهادهای مدنی قابل حل و فصل نباشد.

## رابطه با نگرش نظام نوآوری
نگرش نظام نوآوری از دهه هشتاد قرن بیستم، به‌عنوان یکی از چهارچوب‌های نظری برگرفته از اقتصاد تکامل‌گرا در حوزه سیاست‌گذاری علم و فناوری در کشورهای اروپای شمالی و آمریکا شکل گرفت. این نگرش در بدو تکوین خود به سرعت فایده‌مندی خود را به‌عنوان مدل نظری برای تبیین نظام‌مند بودن روند نوآوری نشان داد. دیری نگذشت که به یکی از مهمترین مکاتب نظری در توسعه علم، فناوری و نوآوری در کشورهای پیشرفته و در حال توسعه تبدیل شد. به‌طوری‌که از سال‌های ۹۰ به‌عنوان الگوهای نظری غالب در حوزه سیاست‌گذاری علم، فناوری و نوآوری کشورهای عضو سازمان همکاری‌های اقتصادی و توسعه شناخته گردید با این حال همان‌طور که از دید تکامل‌گرایان هر پدیده اجتماعی در حال تطور و تکامل است، علم اقتصاد تکاملی نیز به‌عنوان یک پدیده اجتماعی، دارای تحولات و چرخش‌های نظری بوده‌است و تأثیر تبعات آن تغییرات نیز بر نگرش نظام نوآوری نباید از چشم محققان و دانشجویان حوزه سیاست‌گذاری علم و فناوری دور بماند.